# غونثالو بيثارو
غونثالو بيثارو ألونسو (بالإسبانية: Gonzalo Pizarro Alonso، ولد في 1502، ترجالة، قصرش، إسبانيا - توفي في 10 أبريل 1548، قوسقو، بيرو) فاتح ومستكشف إسباني، قاد قواته في تمرد ضد الملك وهو ما اعتبره الباحثون أول نضال لاستقلال أمريكا الجنوبية عن إسبانيا
ولد في ترجالة حوالي العام 1502 م وكان الأخ غير الشقيق لفرانثيسكو بيثارو الذي خدم معه في احتلال البيرو أعوام 1531 م و1533 وتم منحه أراضي واسعة وأصبح حاكم كيتو عام 1539 م، وفي عام 1541 م قاد 220 إسبانياً و4000 هندي وخيول كثيرة وكلاب وحيوانات اللاما التي استخدموها في حمل متاعهم في رحلة الاستكشاف المناطق المجهولة شرق كيتو، مات منهم المئات أثناء عبور جبال الأنديز، ووصل الباقون إلى الغابات المطرية الواقعة وراء تلك الجبال. لم يجد هناك مدن الذهب، ولم تعرف القبائل المحلية الفقيرة أي شي عن الكنوز، فاهتاج بيثارو غضباً وأحرق بعضهم أحياء ومزقت الكلاب البعض الآخر إرباً. إلا أن الهنود عرفوا كيف يتخلصون سريعاً من الباحثين عن الذهب، أخبروهم أنه في المناطق الأكثر بعداً تقبع الأراضي الغنية بالذهب، فغادرهم الإسبان متوغلين في أعماق الأدغال.
كان الطعام نادراً ومات الرجال من الحمى، ولما وصلوا إلى نهر نابو أمرهم بيثارو بالتوقف وقاموا ببناء سفينة لحمل مرضاهم ومتاعهم ثم اسرعوا بالتحرك في مياه النهر. ولم يجدوا الذهب بعد، فما كان من بيزارو إلا أن أرسل ملازمه فرانثيسكو دي أوريانا مع 57 من مرافقيه قبله للبحث عن المؤن وانتظروا عودته، وعندما طال انتظارهم فاضطروا لأكل كلابهم وخيولهم ولم يدروا أن أوريانا واصل رحلته حتى مصب نهر الأمازون. ورجعوا في أغسطس 1542 م ونجا قليل من الإسبان بينما لم ينج أحد من الهنود في هذه الرحلة. وانتهى البحث عن الذهب بكارثة.
في طريق العودة علم أن أخاه فرانثيسكو اغتيل وانه أمر بصرف رجاله وأصدرت قوانين جديدة تحد من مزايا الفاتحين وتحمي حقوق الهنود بتحريض من بارتولومي دي لاس كاساس فقام الإسبان هناك بالثورة وعينوا غونثالو بيثارو حاكما للبيرو وحارب نائب الملك بلاسكو نونييث فيلا فهزمه في أنياكيتو عام 1546 م لكن النائب الجديد بيدرو دي لا غاسكا هزمه واعتقله في 10 أبريل من تلك السنة وأعدم في اليوم التالي.